# Правило Ленца
Правило Ленца — закон, за яким можна визначити напрям індукційного струму.
Згідно з правилом Ленца індукційний струм у замкненому провіднику завжди має такий напрям, що створюваний цим струмом власний магнітний потік протидіє тим змінам зовнішнього магнітного потоку, які збуджують індукційний струм.
Правило сформулював 1833 року Е. Х. Ленц. Пізніше його узагальнено на всі фізичні явища в роботах Ле Шательє (1884) і Брауна (1887), це узагальнення відоме як принцип Ле Шательє — Брауна.
Ефектною демонстрацією правила Ленца є дослід Еліу Томсона.

## Фізична суть правила
За законом електромагнітної індукції Фарадея під час зміни магнітного потоку {\displaystyle \Phi }, що пронизує електричний контур, у ньому збуджується струм, званий індукційним. Величину електрорушійної сили, яка спричиняє цей струм, визначають за рівнянням:
{\displaystyle {\mathcal {E}}^{ind}=-{\frac {d\Phi }{dt}},}
де знак «мінус» означає, що ЕРС індукції діє так, що індукційний струм перешкоджає зміні потоку. Цей факт і відбито в правилі Ленца.
Правило Ленца має узагальнений характер і справедливе в різних фізичних ситуаціях, які можуть відрізнятися конкретним фізичним механізмом збудження індукційного струму. Так, якщо зміну магнітного потоку викликано зміною площі контуру (наприклад, за рахунок руху однієї зі сторін прямокутного контуру), то індукційний струм збуджується силою Лоренца, яка діє на електрони переміщуваного провідника в постійному магнітному полі. Якщо ж зміну магнітного потоку викликано зміною величини зовнішнього магнітного поля, то індукційний струм збуджується вихровим електричним полем, виникнення якого супроводжує зміну магнітного поля. Однак в обох випадках індукційний струм спрямований так, щоб компенсувати зміну потоку магнітного поля через контур.
Якщо зовнішнє магнітне поле, що пронизує нерухомий електричний контур, створюється струмом, який тече в іншому контурі, то індукційний струм може виявитися спрямованим як у тому ж напрямку, що й зовнішній, так і в протилежному: це залежить від того, зменшується чи збільшується зовнішній струм. Якщо зовнішній струм збільшується, то зростає створюване ним магнітне поле і його потік, що призводить до появи індукційного струму, який зменшує це збільшення. В цьому випадку індукційний струм спрямований протилежно до основного. У зворотному випадку, коли зовнішній струм зменшується з часом, зменшення магнітного потоку призводить до збудження індукційного струму, який прагне збільшити потік, і цей струм спрямований в той самий бік, що й зовнішній струм.

## Інтернет-ресурси
- National High Magnetic Field Laboratory Educational material
- MIT A brief video demonstrating Lenz's law
- A dramatic demonstration of the effect на YouTube with an aluminum block in an MRI
- Eddy currents produced by magnet and copper pipe.
- Демонстрація правила Ленца на прикладі приладу Петраєвського (відео)| Тематичні сайти          | Wolfram Language · Quora                                                                                                |
| Словники та енциклопедії | Большая российская энциклопедия · Велика данська енциклопедія · Велика норвезька енциклопедія · Encyclopædia Britannica |
| Нормативний контроль     | Freebase: /m/019n07 |